# Me'am Lo'ez
 (août 2024).
Me'am Lo'ez est un  commentaire sur les Livres de la Bible hébraïque, auquel sont associés des contes, des anecdotes et des proverbes, rédigé en judéo-espagnol vernaculaire, ou ladino, conçu par le rabbin de Constantinople Jacob Hulli (également translittéré Juli, Khuli, Rouli) au 18e siècle et continué par d'autres auteurs après sa mort jusqu'à la fin du XIXe siècle. Me'am Lo'ez a contribué à l'émergence de la littérature judéo-espagnole, dont il est considéré comme l'ouvrage majeur. Le titre signifie en hébreu littéralement « D’un peuple étranger ».

## Titre
« Me'am Lo'ez », en hébreu, signifie « d’un peuple étranger », ou « d'un peuple à la langue étrangère », autrement dit, « des gens qui ne parlent pas hébreu ». L'expression est reprise du verset 1, chapitre 14 des Psaumes : « Lorsqu'Israël sortit d'Égypte, la maison de Jacob d'un peuple étranger », « Betset Yisrael miMitsrayim, bet Yaakov Meam Loez… ».
Selon l'historienne Alisa Mehuyas Ginio, la « langue étrangère » à laquelle fait référence le titre est le ladino, le « peuple à la langue étrangère » désigne donc le public du livre. Les Juifs séfarades avaient dans leur majorité perdu l'usage de l'hébreu, raison pour laquelle Jacob Hulli a recours à leur langue vernaculaire.

## Encyclopédie populaire du judaïsme
Me'am Lo'ez est considéré comme « l’œuvre fondatrice de la littérature judéo-espagnole ». Il s'agit d'un commentaire de la Genèse et de l’Exode, mais il est aussi « une encyclopédie populaire du judaïsme adaptée à tous ceux qui ne maîtrisent pas l’hébreu ».
Jacob Hulli agrémente les commentaires du texte biblique en y ajoutant des contes, des anecdotes, des proverbes, pour faciliter l'accès de la Bible au grand public ; il s'inspire d'une forme de pédagogie appelée en Espagne « ensenar deleitando », « enseigner par la joie ».
Le texte biblique donne l'occasion à l'auteur d'évoquer « des institutions, des normes et des rites du judaïsme, l'histoire et les légendes juives, des règles d'hygiène, des principes moraux, la géographie et l'histoire des nations, l'astronomie, la météorologie, l'agronomie, les sciences naturelles, la magie ».
Le livre a été très largement diffusé dans l'Empire ottoman ; la plupart des juifs ladinophones en possédaient un exemplaire. Selon la spécialiste de la culture judéo-espagnole Elena Romero, « dans les villes de l'Empire ottoman, les parents offraient le Me'am Lo'ez à leurs filles en dot ».
Ce succès populaire incite des rabbins à poursuivre le travail de Jacob Hulli.

## Suites
Jacob Hulli n'avait eu le temps de rédiger qu'un commentaire de la Genèse, en 1730, et avait commencé un commentaire de l'Exode.
Isaac ben Moïse Magriso complète ce qui est relatif au Livre de l'Exode (1733, 1746), puis compose les commentaires sur le Lévitique (1753) et les Nombres (1764).
Argueti prend en charge pour sa part les commentaires sur le Deutéronome (1773).
Mitrani écrit les commentaires sur Josué (1847 et 1867), R.H. Pontremoli sur Esther (1899).

## Traductions
L'ouvrage est traduit en espagnol moderne en 1964, par Gonzalo Maeso et Pascual Recuero, deux savants catholiques de l'université de Grenade. Toutefois ce travail a été critiqué ; il a été reproché aux auteurs une connaissance insuffisante du turc et du judéo-espagnol, ce qui a donné lieu à « une édition pleine d'inexactitudes »,.
Le livre est traduit en hébreu en 1967, sous le titre Yalkut Me'am Lo'ez, par le rabbin Shmuel Kravitzer.
La première traduction en anglais, The Torah Anthology, en 1977, est principalement l'œuvre du rabbin Aryeh Kaplan.
Il est traduit en français en 2006 aux éditions L'Arche du livre (Marseille).